# Abadia de Fontevraud

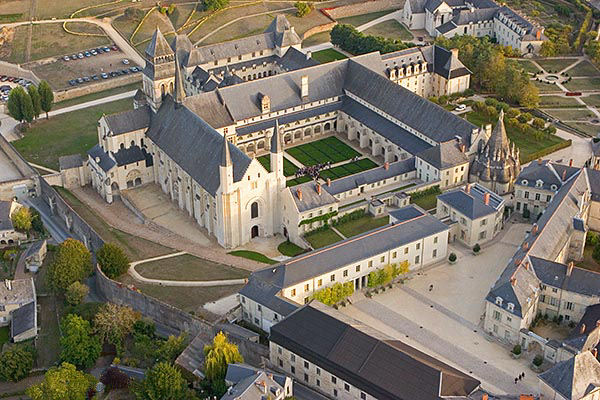
Vista geral do complexo.

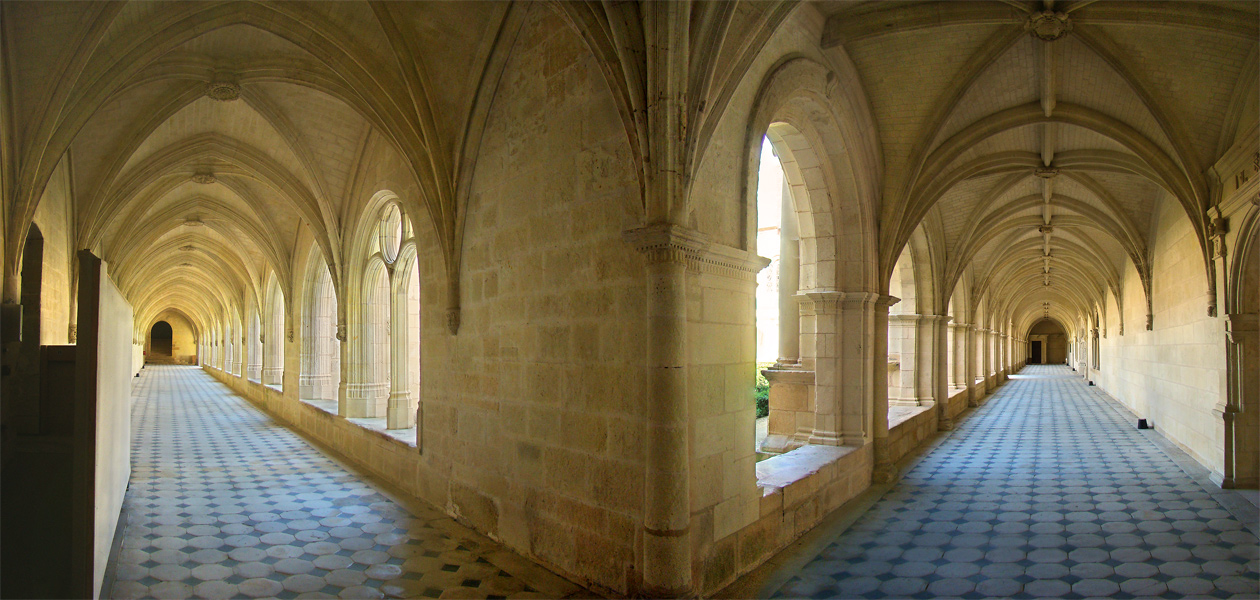
As galerias do claustro.

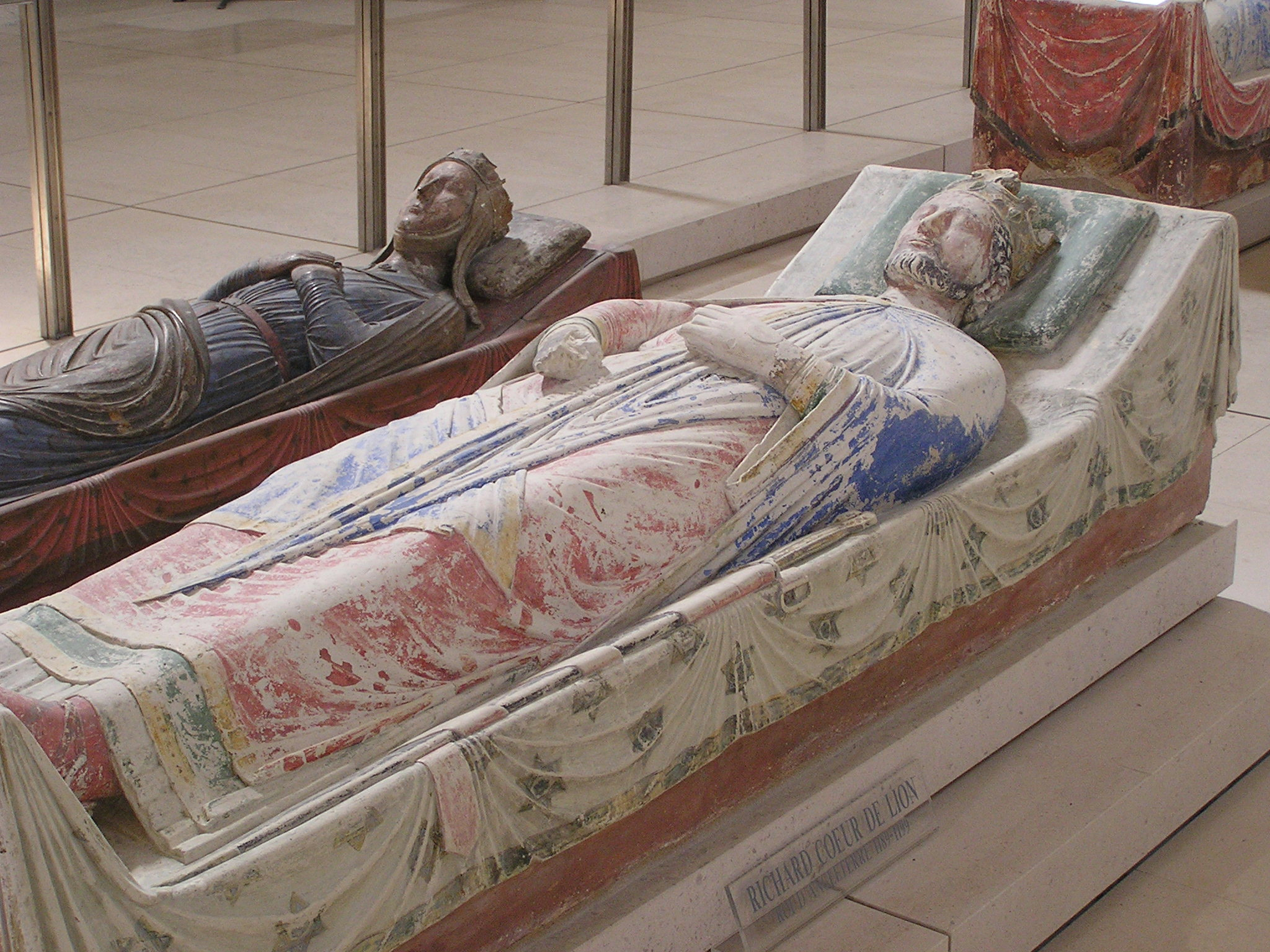
Tumbas de Ricardo I da Inglaterra e Isabel de Angoulême (ao fundo).

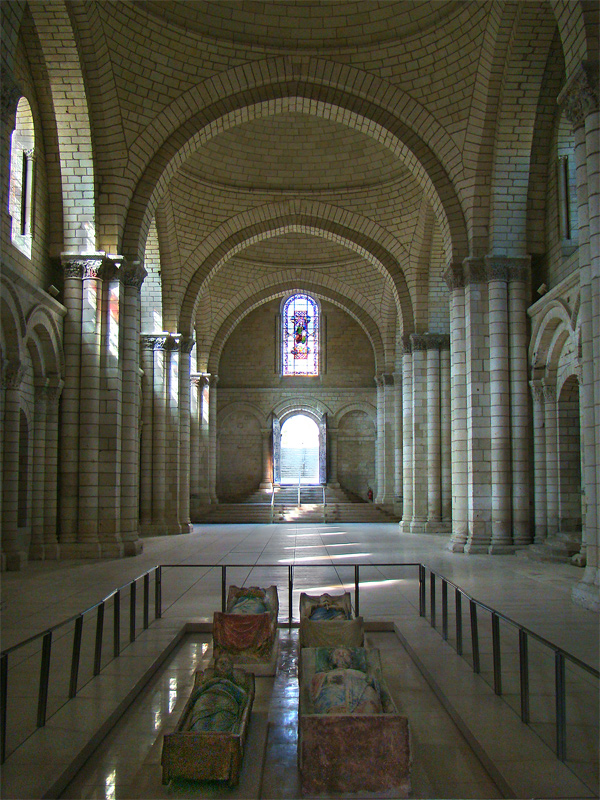
Nave da igreja.

A Abadia de Fontevraud (em francês:  Abbaye de Fontevraud) é uma construção religiosa, sede de um centro cultural desde 1975, o Centre Culturel de l'Ouest, localizada na comuna francesa de Fontevraud-l'Abbaye, em Anjou. Foi fundada pelo pregador reformista Roberto d'Arbrissel, que criou a Ordem de Fontevrault. As primeiras estruturas permanentes foram construídas entre 1110 e 1119.
É local de sepultamento de membros da realeza anglo-francesa:
- Filipa de Toulouse (1070 - 1117), duquesa consorte da Aquitânia.
- Henrique II da Inglaterra (1133-1189), rei da Inglaterra.
- Leonor da Aquitânia (1122-1204), duquesa da Aquitânia e rainha da França e da Inglaterra.
- Ricardo I de Inglaterra (1157-1189), rei da Inglaterra.
- Joana de Inglaterra (1165-1199), rainha da Sicília.
- Isabel de Angoulême (1188-1246), rainha da Inglaterra.
- Raimundo VII de Tolosa (1197-1249), conde de Toulouse.
- Teresa Felicidade de França (1736-1744), princesa da França.